# Casa consistorial de Segorbe
La casa consistorial, antiguo Palacio Ducal, de Segorbe,  es  un edificio catalogado como Bien de Relevancia Local, con número de identificación 12.07.104-013.

## Historia
La  Casa Ducal de Segorbe nace de la Casa Real de Aragón, en concreto de la casa de Trastámara, linaje que llegó al trono del reino en 1412, fruto del conocido  "Compromiso de Caspe", por el cual se proclama Rey al Infante castellano Fernando de Antequera, que pasó a llamarse Fernando I. Era el segundo hijo de Juan I de Castilla y de Leonor de Aragón, que, a su vez, era  hermana del difunto rey Martín el Humano. Con este Compromiso de Caspe se puso fin a dos años de disputas violentas tras la muerte, sin dejar heredero, del anterior monarca, último rey de Aragón de la Casa de Barcelona.
El primer señor de Segorbe de la Casa de Trastámara fue el tercer hijo varón de Fernando I de Aragón, el Infante Enrique, el cual recibió, en 1436,  de manos de su hermano y heredero al  trono,  Alfonso V el Magnánimo, los derechos señoriales sobre un territorio del Alto Palancia que desde el siglo XIII, poco después de su incorporación a la Corona de Aragón, había sido enajenado del patrimonio real para constituir un estado feudal empleado por la Casa de Barcelona como infantado.
El antiguo palacio Ducal fue construido en la primera mitad del siglo XVI, de hecho entre 1522 y 1562,  por el Segundo Duque de Segorbe y Medinaceli, Alfonso de Aragón y de Sicilia, para ser utilizado como residencia. Fue adquirido por Ayuntamiento  en 1864, y ha sido utilizado como Casa Consistorial a partir de ese momento, siendo restaurada a mediados del siglo XX.

## Descripción
En el  interior del palacio, actual sede del Ayuntamiento,  pueden verse tres portadas de mármol y jaspe, las cuales vienen de la Cartuja de Vall de Cristo de Altura.
Además hay que destacar los techos artesonados del salón de sesiones, que datan del siglo XIV y de estilo mudéjar, que presentan casetones octogonales y estrellas de cuatro puntas. En la planta baja destaca otro artesonado, con casetones cuadrados tipo italiano y estrellas en punta de diamante. También varias puertas de este edificio sobresalen por sus trazados de lacerías mudéjares. Se encuentra ubicado en la plaza del Agua Limpia.
Para  acceder  al primer piso se utiliza una amplia escalinata que presenta como adorno central el escudo de los duques de Segorbe.